# Gérson Magrão
Gérson Alencar Lima Júnior, cunoscut ca Gérson Magrão (n. 13 iunie 1985, Diadema, Brazilia), este un fotbalist aflat sub contract cu Dinamo Kiev.